# Erik Wagner
Erik Hartwig Wagner, född 5 oktober 1862 i Hedvig Eleonora församling i Stockholm, död 12 maj 1920 i Oscars församling i Stockholm, var en svensk dekorationsmålare, verksam under senare delen av 1800-talet och början av 1900-talet.
Han var son till målarmästaren Sigfrid Wagner och Alma Salomonsson, samt mellan 1887 och 1894 gift med Amalia Anna Mathilda "Nelly" Pauly (1869–1956) samt bror till Christian och Julius Wagner.
Enligt pressnotiser från 1901 hade Wagner under sju års tid varit verksam som dekorationsmålare i Ryssland där han av tsaren belönades med ett cigarettfodral i guld med kejserliga örnen i briljanter för utförda dekorationsmålningar.